# Хулдат
Хулдат (рос. Хулдат) — село Джидинського району, Бурятії Росії. Входить до складу Сільського поселення Нижньоторейське.
Населення — 142 особи (2015 рік).